# Californio
El californio es un elemento químico radiactivo con símbolo Cf y número atómico 98. Este elemento fue obtenido por primera vez en la Universidad de California en Berkeley en 1950 bombardeando curio con partículas alfa —iones de helio-4—. Es un elemento actínido, el sexto de los elementos transuránicos en ser sintetizado, y tiene la segunda mayor masa atómica de todos los elementos que han sido producidos en cantidades suficientemente grandes para ser visto a simple vista, después del einstenio. El nombre del elemento se debe a California y la Universidad de California. Es el elemento más pesado que se produce en la Tierra de forma natural; los elementos de mayor masa atómica solo pueden ser producidos mediante síntesis.
Existen dos estructuras cristalinas para el californio a presión normal: una por encima y otra por debajo de los 900 °C. A altas presiones aparece una tercera forma. El californio pierde su brillo lentamente en contacto con el aire a temperatura ambiente. Los compuestos del californio tienen en su mayoría una forma química del elemento, denominada californio (III), la cual puede participar en tres enlaces químicos. De los veinte isótopos conocidos del californio, el más estable es el californio-251, que tiene una vida media de 898 años. Esta vida media tan corta implica que no se encuentren cantidades significativas de este elemento en la corteza terrestre. El californio-252, con una vida media de 2.64 años, es el isótopo usado más común y es producido en el Laboratorio Nacional Oak Ridge en los Estados Unidos y en el Instituto de Investigación de Reactores Atómicos en Rusia.
El californio es uno de los pocos elementos transuránicos que tiene aplicaciones prácticas. La mayor parte de estas usan las propiedades de ciertos isótopos del californio para emitir neutrones. Por ejemplo, se puede usar para ayudar a encender reactores nucleares y como fuente de neutrones en el estudio de materiales mediante la difracción de neutrones y espectroscopía de neutrones. También se puede usar en la síntesis nuclear de elementos de mayor masa; el oganesón —elemento 118— fue sintetizado bombardeando átomos de californio-249 con iones de calcio-48. Cuando se trabaja con californio hay que tener en cuenta consideraciones radiológicas así como la capacidad de este elemento para interrumpir la producción de glóbulos rojos por bioacumulación en el tejido óseo.

## Características

### Propiedades físicas
El californio es un metal actínido de color blanco plateado con un punto de fusión de 900 ± 30 °C y un punto de ebullición estimado de 1745 °C. El metal puro es maleable y puede ser cortado fácilmente con una cuchilla de afeitar. El californio metálico empieza a evaporarse por encima de los 300 °C en el vacío. Por debajo de 51 K (−220 °C) es ferromagnético o ferrimagnético —actúa como un imán—, entre 48 y 66 K es antiferromagnético —un estado intermedio— y por encima de los 160 K (−110 °C) es paramagnético, por lo que puede convertirse en magnético gracias a campos magnéticos externos. Forma aleaciones con metales lantánidos, aunque se tienen pocos conocimientos sobre ello.
El elemento posee dos formas cristalinas a presión atmosférica: una forma doble-hexagonal compacta llamada alfa (α) y una forma cúbica centrada en las caras llamada beta (β). La forma α tiene lugar por debajo de los 900 °C con una densidad de 15.10 g/cm³ y la β se da por encima de los 900 °C con una densidad de 8.74 g/cm³. A 48 GPa de presión, la forma β cambia a un sistema cristalino ortorrómbico debido a la deslocalización de los electrones 5f de los átomos, que rompe los enlaces.
El módulo de compresibilidad del californio es de 50 ± 5 GPa, que es similar al de los metales lantánidos trivalentes, pero menor que el de la mayoría de los metales comunes, como el del aluminio (70 GPa).

### Propiedades químicas y compuestos
| Estado | Compuesto                    | Fórmula | Apariencia       |
| ------ | ---------------------------- | ------- | ---------------- |
| +2     | Bromuro de californio (II)   | CfBr2   | Amarillo         |
| +2     | Yoduro de californio (II)    | CfI2    | Violeta oscuro   |
| +3     | Óxido de californio (III)    | Cf2O3   | Amarillo verdoso |
| +3     | Fluoruro de californio (III) | CfF3    | Verde brillante  |
| +3     | Cloruro de californio (III)  | CfCl3   | Verde esmeralda  |
| +3     | Yoduro de californio (III)   | CfI3    | Amarillo limón   |
| +4     | Óxido de californio (IV)     | CfO2    | Marrón oscuro    |
| +4     | Fluoruro de californio (IV)  | CfF4    | Verde            |

El californio puede tener valencia 2, 3 o 4. Se cree que sus propiedades químicas son similares a las de otros elementos actínidos de valencia 3+ y a las del disprosio, que es el lantánido situado encima del californio en la tabla periódica. El elemento pierde brillo lentamente en contacto con el aire a temperatura ambiente, tanto más rápido cuanto más se incrementa la humedad. El californio reacciona cuando se calienta en una mezcla con hidrógeno, nitrógeno o un calcógeno —elemento de la familia del oxígeno—. Las reacciones con hidrógeno seco y con ácidos minerales acuosos son rápidas.
El californio solo es soluble en agua en su forma de catión californio (III). Los intentos de reducción-oxidación del ion +3 en solución han fracasado. El elemento forma una solución soluble en agua en forma de cloruro, nitrato, perclorato y sulfato y se precipita en forma de fluoruro, oxalato o hidróxido.

### Isótopos
Se caracterizaron 20 radioisótopos del californio. Los más estables son: el californio-251, con una vida media de 898 años; el californio-249, con una vida media de 351 años; el californio-250, con una vida media de 13.08 años; y el californio-252, que tiene una vida media de 2.65 años. El resto de los isótopos tienen vidas medias menores a un año, no llegando la mayoría de ellas a veinte minutos. El número másico de los isótopos del californio se encuentra en un rango entre 237 y 256.
El californio-249 se forma a partir de la desintegración beta del berkelio-249 mientras que otros isótopos del californio son formados sometiendo al berkelio a radiaciones de neutrones intensas en un reactor nuclear. A pesar de que el californio-251 es el isótopo con la mayor vida media, su rendimiento de producción es de solo un 10 % debido a su tendencia a recoger neutrones —alta captura neutrónica— y su tendencia a interactuar con otras partículas —elevada sección transversal de neutrones—.
El californio-252 es un fuerte emisor de neutrones, lo que lo convierte en extremadamente radiactivo y peligroso. El 96.9 % de las veces, el californio-252 se ve sometido a desintegración alfa —que supone la pérdida de dos protones y dos neutrones— para formar curio-248, mientras que el 3.1 % restante de las desintegraciones son fisiones espontáneas. Un microgramo (µg) de californio-252 emite 2.3 millones de neutrones por segundo, un promedio de 3.7 neutrones por cada fisión espontánea. La mayor parte de los restantes isótopos se desintegran en curio —con número atómico 96— mediante desintegración alfa.

## Historia

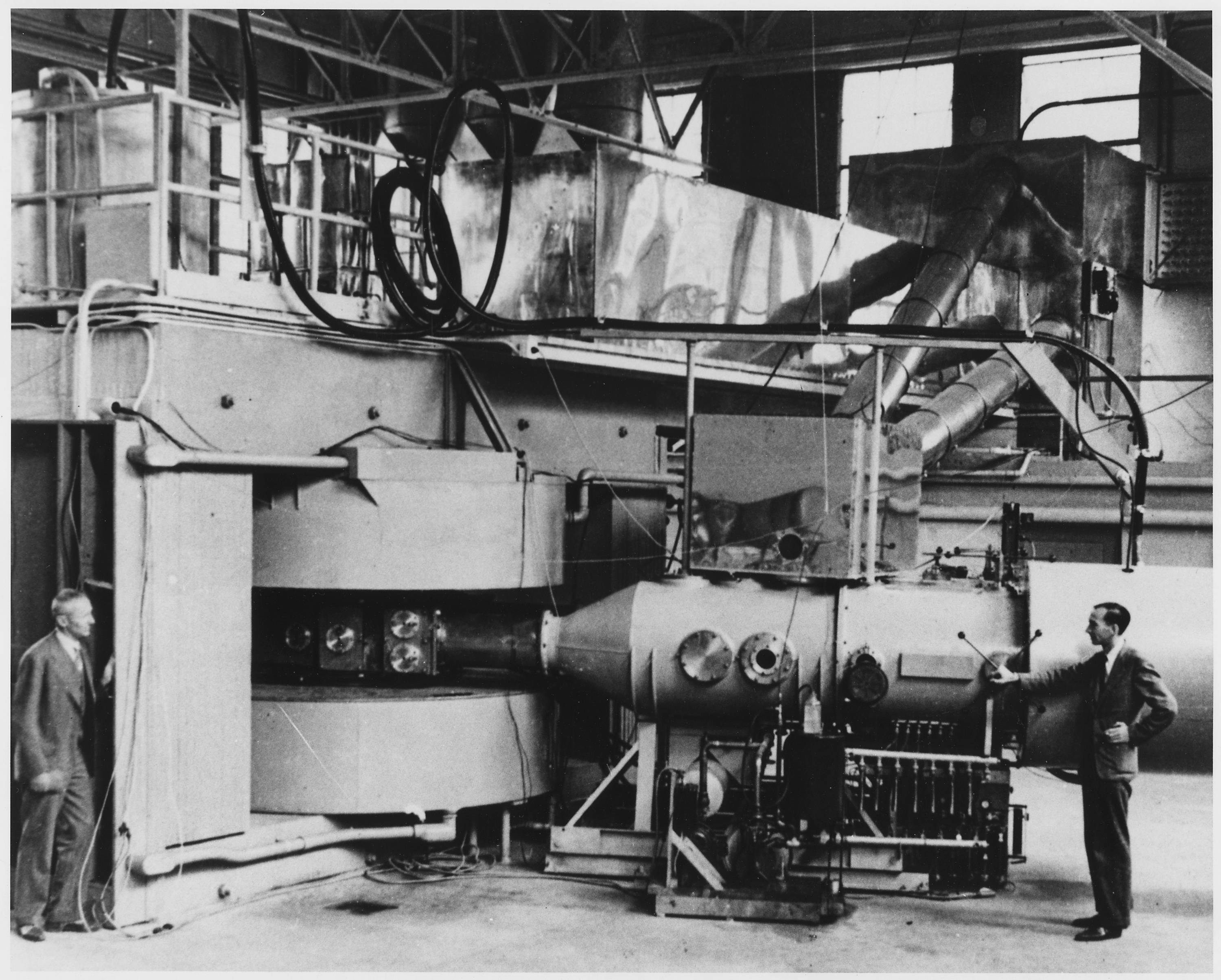
El ciclotrón de 1500 mm de diámetro usado para sintetizar californio por primera vez

Los investigadores de física Stanley G. Thompson, Kenneth Street, Jr., Albert Ghiorso y Glenn T. Seaborg sintetizaron por primera vez californio en la Universidad de California, Berkeley alrededor del 9 de febrero de 1950. Fue el sexto elemento transuránico en ser descubierto; el equipo anunció su descubrimiento el 17 de marzo de 1950.
Para producir californio bombardearon con partículas alfa de 35 MeV una muestra de curio-242 del orden de los microgramos, en un ciclotrón de 1500 mm de diámetro en Berkeley, California, lo que produjo como resultado californio-245 y un neutrón libre (n).
242
96Cm + 4
2He → 245
98Cf + 1
0n
En este experimento solo se produjeron unos 5000 átomos de californio que tuvieron una vida media de 44 minutos.
Los descubridores pusieron nombre al nuevo elemento por California y la Universidad de California. Al poner este nombre rompieron el convenio que se usó para nombrar los elementos del 95 al 97, que se inspiraron en el nombre de los elementos directamente encima de ellos en la tabla periódica. Sin embargo, el elemento directamente encima del elemento 98 en la tabla periódica, disprosio, tiene un nombre que significa «difícil de conseguir en» por lo que los investigadores decidieron dejar a un lado el convenio. Agregaron que «lo mejor que podemos hacer es señalar [que] ... los buscadores de hace un siglo encontraban difícil llegar a California».
La primera vez que se obtuvieron cantidades apreciables de californio fueron producidas mediante la irradiación de plutonio en el reactor de ensayos con materiales del Laboratorio Nacional de Idaho; estos resultados fueron publicados en 1954. En estas muestras se observó la alta tasa de fisión espontánea del californio-252. El primer experimento con californio en forma concentrada tuvo lugar en 1958. Los isótopos de californio entre 249 y 252 fueron aislados el mismo año a partir de una muestra de plutonio-239 que había sido irradiada con neutrones en un reactor nuclear durante cinco años. Dos años más tarde, en 1960, Burris Cunningham y James Wallman del Lawrence Berkeley National Laboratory de la Universidad de California crearon los primeros compuestos de californio: tricloruro de californio, oxicloruro de californio y óxido de californio, tratándolo con vapor y ácido clorhídrico.
El Reactor de Isótopos de Alto Flujo (HFIR) del Laboratorio Nacional Oak Ridge empezó a producir pequeños lotes de californio en la década de 1960. En 1995, el HFIR producía 500 mg de californio al año. Para la producción de californio se utilizó plutonio suministrado por Reino Unido a los Estados Unidos bajo el Acuerdo de defensa mutua entre los Estados Unidos y el Reino Unido de 1958.
La Comisión de Energía Atómica de Estados Unidos vendió californio-252 a clientes industriales y académicos a principios de la década de 1970 por diez dólares el microgramo y enviaron una media de 150 mg de californio-252 cada año desde 1970 hasta 1990. El californio metálico fue preparado por primera vez en 1974 por Haire y Baybarz quienes redujeron óxido de californio (III) con lantano metálico para obtener unas películas gruesas de unos miligramos.

## Existencia

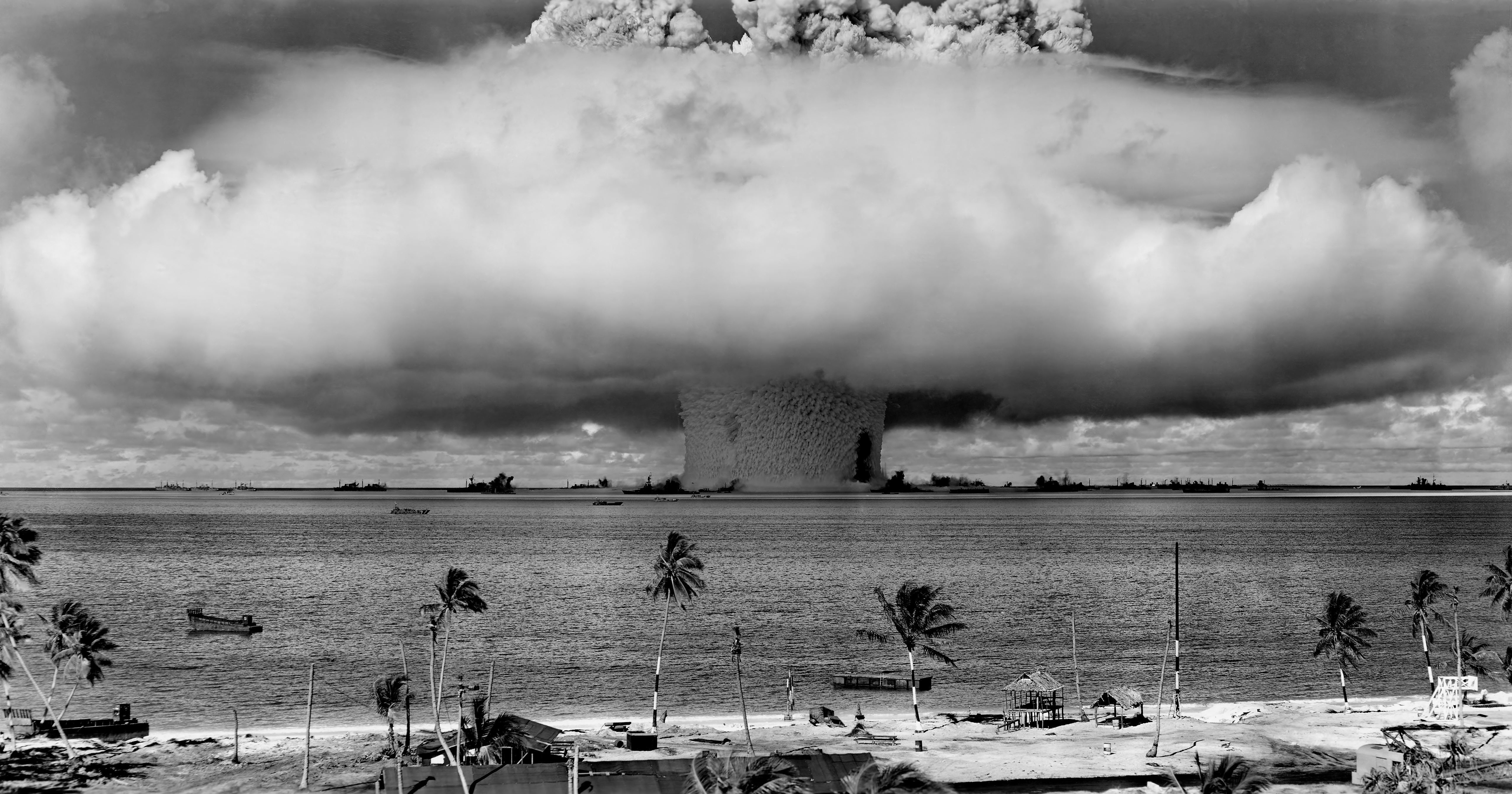
Las pruebas nucleares han contaminado el medio ambiente con trazas de californio. En la imagen, prueba nuclear Baker (1946)

En la Tierra existen cantidades muy pequeñas de californio debido a las reacciones de captura neutrónica y desintegración beta en depósitos uraníferos altamente concentrados. Se pueden encontrar trazas de californio cerca de las instalaciones que usan el elemento en prospecciones minerales y en tratamientos médicos. El elemento es bastante insoluble en agua, pero se adhiere con facilidad al suelo, y las concentraciones en el suelo pueden ser 500 veces más altas que en el agua que rodea las partículas del suelo.
Las pruebas nucleares atmosféricas anteriores a 1980 han contribuido con pequeñas cantidades de californio al medio ambiente. Se han observado isótopos de californio con números másicos 249, 252, 253 y 254 en el polvo radiactivo recogido del aire después de una explosión nuclear. El californio no es uno de los principales radionucléidos en las instalaciones heredadas por el Departamento de Energía de los Estados Unidos, ya que no fue producido en grandes cantidades.
Una vez se informó de que se había encontrado californio en el espectro de una supernova, pero posteriormente se consideró que la identificación fue incorrecta.

## Producción
El californio es producido en reactores nucleares y en aceleradores de partículas. El californio-250 se produce bombardeando berkelio-249 con neutrones, que forma berkelio-250 mediante captura neutrónica (n,γ) y este, a su vez, se transforma rápidamente en californio-250 por desintegración beta (β−) mediante la siguiente reacción:
249
97Bk(n,γ)250
97Bk → 250
98Cf + β−
El bombardeo de californio-250 con neutrones produce californio-251 y californio-252.
La irradiación prolongada de americio, curio y plutonio con neutrones produce miligramos de californio-252 y microgramos de californio-249. A partir de 2006, se irradian los isótopos de curio entre 244 y 248 con neutrones en reactores especiales para producir principalmente californio-252 con cantidades menores de isótopos entre 249 y 255.
El californio-252 se encuentra disponible para uso comercial en cantidades de miligramos a través de la Comisión Reguladora Nuclear de Estados Unidos. Solo dos instalaciones producen californio-252, el Laboratorio Nacional Oak Ridge en Estados Unidos y el Instituto de Investigación de Reactores Atómicos en Rusia. A partir de 2003, estos dos sitios producen 0.25 g y 0.025 g de californio-252 por año, respectivamente.
Se producen tres isótopos de californio con vidas medias significativas. Durante el proceso de producción el uranio-238 requiere 15 capturas de neutrones sin producirse la fisión nuclear o la desintegración alfa. El californio-253 se obtiene al final de la cadena de producción que comienza con uranio-238, incluye varios isótopos de plutonio, americio, curio, berkelio y los isótopos de californio entre 249 y 253 —ver el diagrama—.
|                                                                                               |
| Esquema de producción del californio-252 a partir de uranio-238 por irradiación de neutrones. |

## Aplicaciones

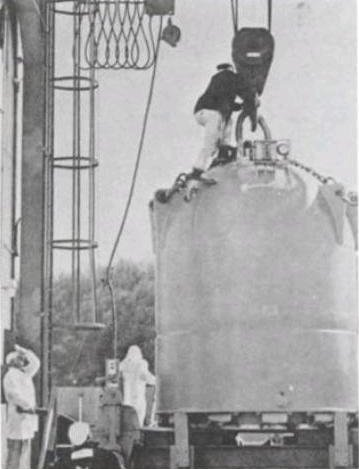
Un contenedor de 50 toneladas construido en el Laboratorio Nacional Oak Ridge que puede transportar hasta 1 gramo de ^{252}Cf. Se necesitan contenedores grandes y fuertemente blindados para evitar la liberación de material altamente radiactivo en caso de accidente.

El californio-252 tiene aplicaciones especializadas como un fuerte emisor de neutrones y cada microgramo de californio puro produce 139 millones de neutrones por minuto. Esta propiedad hace que el californio sea útil como fuente inicial de neutrones para algunos reactores nucleares y como fuente de neutrones portátil —no basada en reactor— en el análisis por activación neutrónica para detectar pequeñas cantidades de elementos en muestras. Los neutrones del californio son empleados para tratar ciertos tipos de cáncer cervical y tumores cerebrales cuando otras técnicas de radioterapia no resultan efectivas. Ha sido usado en aplicaciones educacionales desde 1969 cuando el Instituto de Tecnología de Georgia recibió un préstamo de 119 µg de californio-252 de la Savannah River Plant. También se utiliza en analizadores de carbón y analizadores de materiales a granel en la industria del carbón y el cemento.
La penetración de los neutrones en los materiales hace que el californio sea útil en instrumentos de detección como los escáneres de barras de combustible nuclear; radiografía neutrónica de aeronaves y componentes de armas para detectar la corrosión, malas soldaduras, grietas y humedad acumulada; y en detectores de metales portátiles. Los medidores de humedad de neutrones usan californio-252 para encontrar agua y capas de petróleo en los pozos de petróleo, como fuente portátil de neutrones en las prospecciones de oro y plata para el análisis in situ y para detectar el movimiento de agua subterránea. Los principales usos del californio-252 en 1982 eran, en orden de uso: puesta en marcha de reactores (48.3 %), escáneres de barras de combustible nuclear (25.3 %) y análisis por activación (19.4 %). En 1994 la mayoría del californio-252 era usado en radiografía neutrónica (77.4 %); los escáneres de barras de combustible nuclear (12.1 %) y la puesta en marcha de reactores (6.9 %) tenían importancia, pero ocupaban usos secundarios.
El californio-251 tiene una masa crítica muy pequeña —unos 5 kg—, es muy letal y en un corto periodo de tiempo vuelve tóxico el medio ambiente. Esto ha dado lugar a algunas afirmaciones exageradas sobre los posibles usos del elemento.
El californio también ha sido usado para producir otros elementos transuránicos; por ejemplo, el lawrencio fue sintetizado por primera vez en 1961 bombardeando californio con núcleos de boro. En octubre de 2006, investigadores del Instituto Central de Investigaciones Nucleares en Dubná, Rusia anunciaron que habían identificado tres átomos de ununoctio —elemento 118 (oganesón)— como resultado de bombardear californio-249 con calcio-48, produciendo el elemento más pesado que se ha conseguido sintetizar. El experimento contenía unos 10 mg de californio-249 depositados en un papel de titanio de 32 cm² de área.

## Precauciones
El californio se bioacumula en el tejido óseo y libera radiación que interrumpe la capacidad del cuerpo para producir glóbulos rojos. El elemento no tiene un rol biológico en ningún organismo debido a su radiactividad intensa y la baja concentración en el medio ambiente.
Puede entrar en el cuerpo por la ingestión de comidas o bebidas contaminadas o por respirar aire con partículas suspendidas de este elemento. Una vez en el cuerpo, solo el 0.05 % del californio alcanzará el torrente sanguíneo. Aproximadamente el 65 % de este californio será depositado en el esqueleto, el 25 % en el hígado y el resto en otros órganos o excretado, principalmente en la orina. La mitad del californio depositado en el esqueleto y en el hígado desaparece en 50 y 20 años respectivamente. El californio en el esqueleto se adhiere a la superficie del hueso antes de migrar lentamente a todo el hueso.
El elemento es más peligroso si se encuentra dentro del cuerpo. Además, el californio-249 y el californio-251 pueden causar daños en los tejidos externos por la emisión de rayos gamma. La radiación ionizante emitida por el californio acumulado en los huesos y el hígado puede provocar cáncer.